# Arlindo Pinheiro
Arlindo Leocadio Pinheiro (27 marzo 1971) è un ex ostacolista saotomense.
Oltre ad aver rappresentato lo stato insulare di São Tomé e Príncipe ai Giochi olimpici di Sydney 2000, Pinheiro ha preso parte ad alcune edizioni dei Mondiali senza però mai riuscire ad andare oltre le batterie eliminatorie.
Detiene da quasi due decadi i record nazionali sui 110 e 400 metri ostacoli.

## Palmarès
| Anno | Manifestazione             | Sede        | Evento   | Risultato  | Prestazione | Note |
| ---- | -------------------------- | ----------- | -------- | ---------- | ----------- | ---- |
| 1998 | Campionati ibero-americani | Lisbona     | 400 m hs | Batteria   | 53"70       |      |
| 1999 | Mondiali                   | Siviglia    | 110 m hs | Batteria   | 15"74       |      |
| 2000 | Giochi olimpici            | Sydney      | 110 m hs | Batteria   | 15"65       |      |
| 2002 | Campionati africani        | Tunisi      | 110 m hs | 7º         | 15"09       |      |
| 2002 | Campionati africani        | Tunisi      | 400 m hs | 7º         | 53"79       |      |
| 2003 | Mondiali indoor            | Birmingham  | 60 m hs  | Batteria   | 8"57        |      |
| 2003 | Mondiali                   | Saint-Denis | 110 m hs | Batteria   | 15"10       |      |
| 2004 | Mondiali indoor            | Budapest    | 60 m hs  | Batteria   | 8"70        |      |
| 2004 | Campionati ibero-americani | Huelva      | 110 m hs | Semifinale | 15"82       |      |